# Mecánica corporal
La mecánica corporal estudia al cuerpo humano para equilibrar sus movimientos y acciones.
La mecánica automotriz corporal se encarga de estudiar el equilibrio y movimiento de los cuerpos aplicado a los seres humanos  y se conceptualiza como la disciplina que trata del funcionamiento correcto y armónico del aparato músculo-esquelético en coordinación con el sistema nervioso.
El personal de enfermería aplicará la mecánica corporal en todas las acciones que realice consigo misma y con el paciente, esto reducirá los riesgos de lesión y evitará fatigas innecesarias.
Cabe mencionar que la realización de la mecánica corporal comprende  normas fundamentales que deben respetarse al realizar movilización o transporte de un individuo por parte del profesional.
La finalidad de la mecánica corporal es aumentar o restablecer la capacidad corporal de un individuo o de cualquier parte de su cuerpo para realizar actividades funcionales, mejorar su aspecto físico, evitar o disminuir desequilibrios fisiopsicosociales y favorecer su independencia hasta donde sea posible, precisa de un trabajo en equipo para coordinar y dirigir no solo la alineación corporal, sino también para lograr una estimulación neuromusculoesquelética mediante masaje; ejercicios con fines deportivos, de diagnóstico o terapéuticos; movilización para lograr descanso y efectos biológicos o psicológicos progresivos; transferencia o desplazamiento de un lugar a otro; y uso de elementos o dispositivos de apoyo y seguridad.
La aplicación de la mecánica corporal al efectuar alineación del cuerpo, masaje, movilización y transferencia de pacientes, requiere de algunas normas las cuales pueden consultarse en el Manual de Procedimientos Generales de Enfermería.

## Objetivos
Algunos de sus objetivos pueden ser:
- Disminuir el gasto de energía muscular.
- Mantener una actitud funcional y nerviosa.
- Prevenir complicaciones musculoesqueléticas.

Estos objetivos se basan en los efectos que la mecánica corporal tienen en:
- La piel (liberación de desechos, secreción sebácea y sudorípara, excitación nerviosa, estimulación del mecanismo vasomotriz cutáneo).
- Aparato respiratorio (intercambio gaseoso, ventilación y rendimiento pulmonar)
- Circulación sanguínea (transporte de oxígeno y bióxido de carbono, hormonas, enzimas, vitaminas y productos de desecho).
- Generación de calor y nutrición celular, sistema musculoesquelético (crecimiento, volumen, fuerza muscular y ósea, recuperación de elasticidad y contractibilidad, evitar la formación de adherencias y falsos tejidos en caso de lesiones o fracturas).
- Tejido Nervioso (efectos vigorizante y sedante) y tejido adiposo (reeabsorción de grasas).
- Aumentar o restablecer la capacidad corporal de un individuo o de cualquier parte de su cuerpo para realizar actividades funcionales, mejorar su aspecto físico, evitar o disminuir desequilibrios fisiopsiccosociales y favorecer su independencia hasta donde sea posible, precisa de un trabajo en equipo para coordinar y dirigir no solo la alineación corporal, sino también para lograr una estimulación neuromusculoesquelética mediante masaje.
- Ejercicios con fines deportivos, de diagnóstico o terapéuticos.
- Movilización para lograr descanso y efectos biológicos o psicológicos progresivos.
- Transferencia o desplazamiento de un lugar a otro.
- Uso de elementos o dispositivos de apoyo y seguridad.

## Normas Relativas a la Mecánica Corporal
Norma 1: Tener conocimiento sobre el aparato musculo esquelético.
Fundamentación:
- La mecánica corporal trata del funcionamiento correcto y armónico del aparato músculo esquelético en coordinación con el sistema nervioso.
- El esqueleto tiene la capacidad de crecimiento, remodelación y reparación mediante osteoblastos responsables de la síntesis de la matriz ósea; de los osteocitos que se incorporan al hueso durante la formación de matriz ósea y de los osteoblastos.
- Los huesos se clasifican en tubulares, cuboides, planos e irregulares; tienen un sistema vascular aferente, eferente e intermedio (arteria nutricia central, vasos del periostio y vasos de la región metafisiaria).
- Las articulaciones se clasifican en inmóviles o sinartrosis, semimoviles o anfiartrosis y móviles o diartrosis.
- De acuerdo con sus funciones, los músculos esqueléticos son de flexión, extensión, rotación externa, interna, aducción y abducción.
- El sistema nervioso coopera con los líquidos del organismo para coordinar las actividades del cuerpo humano.  Está formado por tejido nervioso, el cual tiene propiedades de irritabilidad (capacidad para recibir estímulos) y conductividad (poder de trasmitir estímulos o impulsos nerviosos a otras células). sus órganos terminales son sensitivos y motores.
- los núcleos vestibulares y los relacionados con la formación reticular, transmiten impulsos continuos a la medula espinal, y de ahí a los músculos extensores para dar rigidez a los miembros y así sostener el peso corporal contra la gravedad.

Norma 2: Conocer posiciones del personal y movimientos coordinados.
Fundamentación:
- Una posición correcta permite la realización óptima de la exploración física y la aplicación de tratamientos.
- Los siguientes son principios básicos de funcionamiento de la mecánica corporal _ conservar bajo el centro de gravedad, apoya el cuerpo sobre una base de sustentación y alinear las reacciones corporales.
- El centro de gravedad de un cuerpo es el punto en el que está centrada la masa corporal.
- La base de sustentación, centro y línea de gravedad, son elementos que intervienen en la estabilidad del cuerpo.
- La comprensión de objetivos relativos a la movilización y traslado, evitan y disminuyen lesiones músculo esqueléticas y nerviosas, tanto para el personal de salud como para el paciente.

Norma 3: Ofrecer un ambiente terapéutico
Fundamentación:
- Un ambiente terapéutico precisa de recurso humanos o físicos adecuados a cada situación.
- La aplicación de adaptaciones es conveniente cuando los factores físico funcionales son temporales, aprovechadas e indispensables.

Norma 4: Explicar al paciente la posición que debe adquirir
Fundamentación:
- El estado mental o emocional del individuo, influye en su comportamiento.
- El equilibrio psicológico del individuo requiere de un medio adecuado para comunicarse
- El conocimiento de la personalidad del paciente y familiares facilitan la realización de ejercicio, movilización y traslado.
- La repetición, estimulación, incentivación, información y ejecución, son técnicas de aprendizaje que conllevan a la motivación.
- La flexión- extensión, abducción-aducción y rotación interna-externa son modelos de movimiento.

Norma 5: Explorar al paciente
Fundamentación:
- Una evaluación integral determina el tipo de estimulación neuromuscular a realizar en el individuo para obtener, conservar y recobrar la locomoción posible.
- La exploración física, es tapa del examen clínico, detecta alteraciones de locomoción potenciales o reales.

Norma 6: Alinea segmentos corporales cada 2 o 3 horas para prevenir ulceras por presión.
Fundamentación
- El aparato músculo esquelético es un medio de locomoción que sirve de sostén y protección para los elementos anatómicos.
- La valoración para el desarrollo de úlceras por presión e instauración del tratamiento, abarca estado físico general, estado mental, deambulación, movilidad corporal, y control de la eliminación urinaria e intestinal.
- La inmovilización articular origina reducción circulatoria y estasis del líquido sinovial.
- La columna vertebral soporta el peso corporal, protege la medula espinal y facilita la rotación.
- Una presión de más de 2 horas sobre cualquier área cutánea o, prominencia ósea disminuye el aporte sanguíneo y causa isquemia tisular.

Norma 7: Ofrecer comodidad y seguridad
Fundamentación
- La movilización frecuente y de una posición correcta previenen lesiones neuromusculoesqueléticas y formación de úlceras por presión.
- La tracción combate el espasmo muscular doloroso.

Norma 8: Evitar lesiones mecánicas del aparato musculo esquelético.
Fundamentación
- La identificación oportuna de las necesidades y problemas del paciente en relación con la mecánica corporal, permite trazar un plan efectivo de atención de enfermería.
- La movilización periódica influye en la circulación, respiración, eliminación, apetito y estado anímico.
- La ausencia u o deficiencia de movilización, alineación incorrecta de segmentos corporales, inadecuado uso de aparatos de sujeción y deficiencia en la aplicación de ejercicios, movilización y traslado, son factores de riesgo de lesiones mecánicas.

## Alineación Corporal
La alineación corporal es determinante en toda actividad funcional tanto del personal de salud como del paciente a su cuidado, para evitar lesiones neuromusculosqueléticas.
La postura es la alineación corporal que se adopta espontáneamente en forma correcta o incorrecta.
La posición es la alineación de segmentos orgánicos que se adecua intencionalmente con fines de comodidad, diagnósticos o terapéuticos.
Los objetivos de las posiciones son:
- Mantener el funcionamiento corporal en equilibrio de los sistemas circulatorio, respiratorio, urinario y musculosquelético.
- Contribuir a la exploración física.
- Apoyar en la aplicación de algunos tratamientos.
- Favorecer el estado anímico del individuo.

## Mecánica Corporal Intrahospitalaria
Posición Erguida o Anatómica: Alineación de segmentos corporales en sentido vertical con extremidades superiores a los lados del cuerpo, manos en pronación, cabeza recta y pies dirigidos hacia adelante. Los pies pueden tener diferente separación, según el caso.
Indicaciones:
- Valoración de conformación exterior.
- Definición de planos corporales.
- Reducción de tensión excesiva sobre articulaciones que soportan el peso corporal.

Posiciones Sedentes
Fowler elevada: Paciente sentado en silla o cama con el tronco en posición vertical y extremidades inferiores apoyados sobre un plano resistente.
Indicaciones:
- Exploración física de región anterior del cuerpo.
- Alimentación.
- Favorecer exhalación respiratoria adicional.
- Disminuir tensión muscular abdominal y lumbar.
- Aplicación de algunos tratamientos o intervenciones quirúrgicas en cabeza o cara.
- Descanso.

Fowler: Paciente sentado en cama con elevación de la cabecera a 45° y ligera flexión de extremidades inferiores.
Indicaciones:
- Similares a la anterior a excepción de la tercera indicación.
- Favorecer la respiración.

Semifowler: Paciente sentado en cama con elevación de a cabecera a 30° y liger a flexión de extremidades inferiores.
Indicaciones: 
- Similares a la posición de Fowler.

Yacente o en Decúbito
Dorsal con piernas elevadas: Paciente en decúbito dorsal o supina con extremidades inferiores elevadas sobre almohadas o piecera de la cama.
Indicaciones:
- Favorecer relajación muscular.
- Disminuir edema de extremidades inferiores.

Decúbito Dorsal o Supina: Paciente acostado sobre su región posterior, extremidades superiores a los lados del cuerpo y las inferiores ligeramente flexionadas.
Indicaciones:
- Exploración física de región anterior del cuerpo.
- Relajación muscular.
- Aplicación de tratamientos específicos en región anterior del cuerpo.
- En laparatomías.

Dorsosacra: Paciente en decúbito dorsal o supina con separación de rodillas y pies apoyados sobre un plano resistente.
Indicaciones:
- Similares a las anteriores.

Ginecológica o litotomía: Paciente en decúbito dorsal con región glútea apoyada en el borde de la mesa de exploración, extremidades inferiores flexionadas y separadas por medio de pierneras.
Indicaciones:
- Atención al parto.
- En intervenciones médicas y quirúrgicas de órganos pélvicos.

Rossier: Paciente en decúbito dorsal con almohada por debajo de los hombros para producir hiperextensión de cuello.
Indicaciones:
- Favorecer la ventilación pulmonar.
- Exploración e intervenciones quirúrgicas en el cuello.

Trendelenburg: Paciente en decúbito dorsal con elevación de piecera de cama entre 30 a 45°, de tal manera que la cabeza se encuentre en un plano más bajo que los pies.
Indicaciones:
- Favorecer drenaje postural.
- Incrementar riego sanguíneo cerebral.
- Intervenciones quirúrgicas de vejiga y colon.
- Favorecer retorno venoso.

Decúbito ventral o Prona: Decúbito ventral o Prona: Paciente acostado sobre región anterior del cuerpo, cabeza de lado, extremidades superiores en extensión a los lados del cuerpo y las inferiores en extensión.
Indicaciones:
- Exploración de región posterior del cuerpo.
- Aplicación de tratamientos en región posterior del cuerpo.
- Recuperación posanestésica.

Prona de Urgencia: Paciente en decúbito ventral con cabeza fuera del borde de la cama y extremidad superior correspondiente sobre un banco de altura.
Indicaciones: 
- Evitar la broncoaspiración por expulsión de vómito en proyectil o secreciones de vías respiratorias.
- Favorecer drenaje postural.

Genucubital: A partir de la posición prona, el paciente descansa sobre brazos y rodillas, con la cabeza de lado.
Indicaciones:
- Exploración de región pélvica.
- Exploración sigmoidoscópica.
- En tratamientos rectosigmoideos.

Genupectoral o de Bozeman: A partir de la posición prona, el paciente descansa sobre la cara anterior del tórax y rodillas; cabeza lateral y las extremidades superiores alrededor de ésta.
Indicaciones:
- Similares a la genucubital.

De Kraske o navaja sevillana: Paciente en decúbito ventral con inclinación de muslos formando un ángulo de 90° y piernas apoyadas sobre la parte inferior de la mesa de exploración. Inclinar parte superior de la mesa o cama, de tal forma que las caderas queden más elevadas que el cuerpo.
Indicaciones:
- Exploración e intervenciones quirúrgicas en recto.
- Aplicación de tratamientos en recto.

Decúbito Lateral: Paciente acostada sobre el lado derecho o izquierdo, extremidades superiores en ligera flexión y la inferior del lado opuesto ligeramente flexionada sobre la otra.
Indicaciones:
- Favorecer la relajación muscular.
- Recuperación posanestésica.
- Aplicación de varios tratamientos.

De Sims: Paciente en decúbito lateral izquierdo con extremidades superiores ligeramente flexionadas, extremidad inferior izquierda ligeramente flexionada y la derecha flexionada hasta casi tocar el abdomen.
Indicaciones:
- Aplicación de enemas.
- Exploración de recto.

Posición de williams :
Acostado decúbito supino, brazos al lado del cuerpo y piernas con rodillas flexionadas apoyadas en el piso, formando un ángulo de 45°. Ejercicio 2: Abarquillamiento, llevar el tronco arriba con brazos extendidos al frente, útil para fortalecimiento de la musculatura abdominal.
- Relajación muscular.